# 알렉산드르 오스트롭스키 (수학자)
알렉산드르 오스트롭스키(Alexander Markowich Ostrowski,(우크라이나어) Олександр Маркович Островський, (러시아어) Алекса́ндр Ма́ркович Остро́вский, 1893년 9월 25일, 당시 러시아 제국 키예프 – 1986년 11월 20일, 몬타뇰라(Montagnola), 스위스 루가노)는 수학자였다.

## 같이 보기
- 카를 프리드리히 가우스